# BMW 1800
Pour les articles homonymes, voir BMW Neue Klasse.
La BMW 1800 est une automobile produite par BMW de 1963 à 1971.  
Troisième représentante de la famille Neue Klasse, la 1800 avait été produite avec succès. Avec la BMW 1800 TI, la version la plus sportive à ce point, la 1800 a célébré ses débuts en 1963 après sa présentation au Salon de Francfort 1961.

## Autres variantes

### BMW 1800 Touring

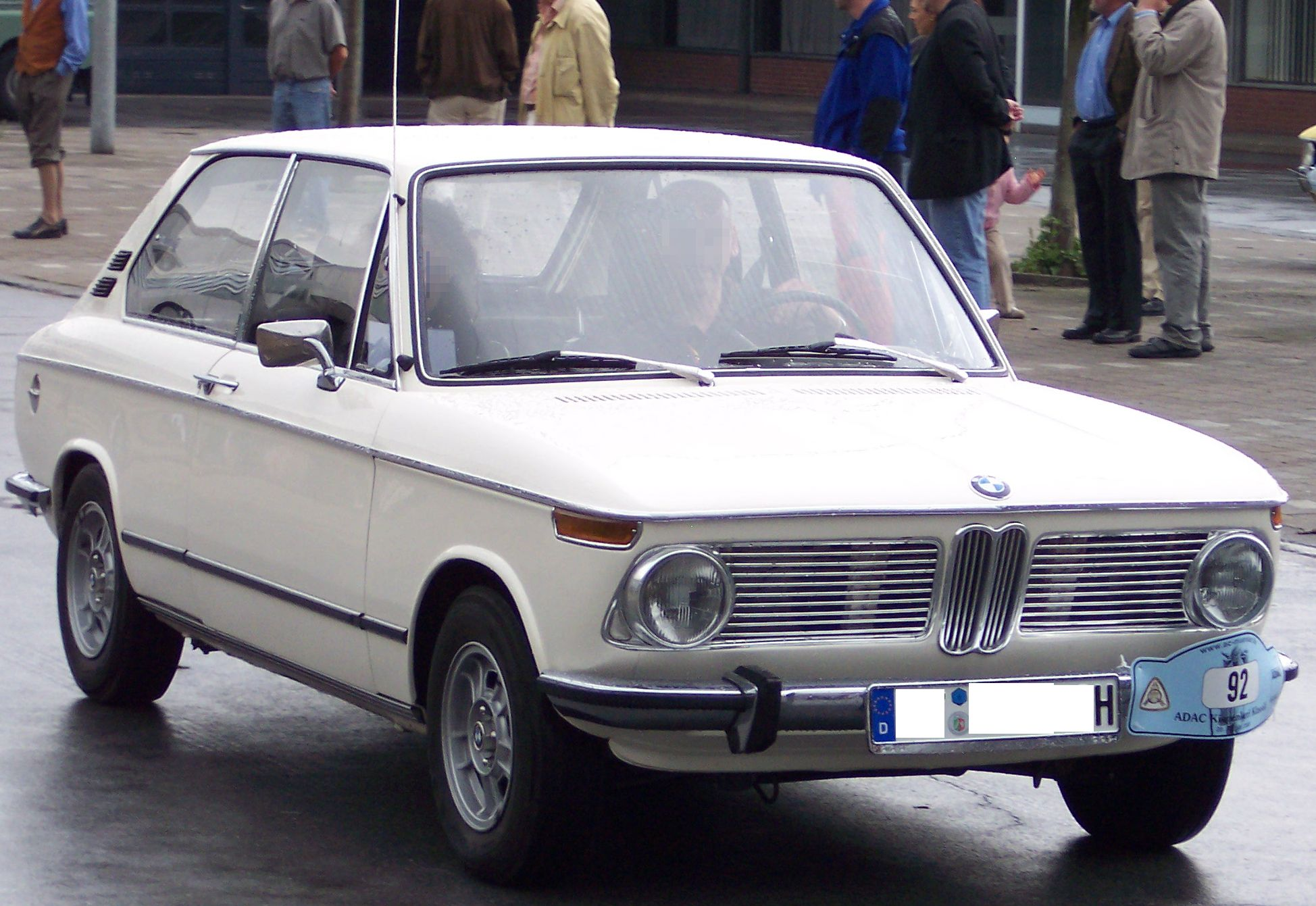
BMW 1800 Touring

Après cinq ans de production de différents modèles de la BMW Série 02, la 1800/1802 se décline en type de variante qui pourrait relier le rendement approximatif de la BMW 2002, avec une plus grande efficacité : la 1800/1802 Touring. Ce modèle, lors de sa commercialisation de 1971 à 1973, partageait le moteur de 90 ch à course courte avec la 1802.

### BMW 1800 TI
La BMW 1800 TI, version sportive de la 1800 sortie de 1964 à 1968 était attrayante pour les clients particulièrement sportifs et est venue près des voitures sportives à part entière avec un moteur de 110 ch et une très bonne performance de conduite.

### BMW 1800 TI/SA
À partir de 1965, la 1800 TI / SA , une autre version sportive compétitive de la 1800 de base, est apparue spécifiquement à des fins de sports automobile. Avec deux carburateurs double corps et un taux de compression plus élevé, le moteur de la voiture développe 130 ch et transforme cette berline familiale en une voiture de course de tourisme. La fiabilité de ces modèles BMW à quatre portes rapides les a aidés à atteindre de nombreux succès internationaux. Seuls deux cents modèles BMW 1800 TI / SA ont été construits, et sont donc extrêmement rares aujourd'hui. En 1965, Gérard Langlois von Ophem et Pascal Ickx remportent avec les 24 Heures de Spa, après que Hubert Hahne et Rauno Aaltonen aient été deuxièmes de l'épreuve en 1964 sur TI. Hahne gagne encore en ETCC à Zandvoort et aux 4 Heures de Budapest en 1964, et la même année il obtient le titre du Deutsche Automobil Rundstrecken Meisterschaft -le DARM-, en s'imposant dans 14 des 16 manches. En 1965, Charlie Kolb obtient l'épreuve de Palm Beach en SCCA National SportsCars.